# Baltští Němci

Vlajka baltských Němců

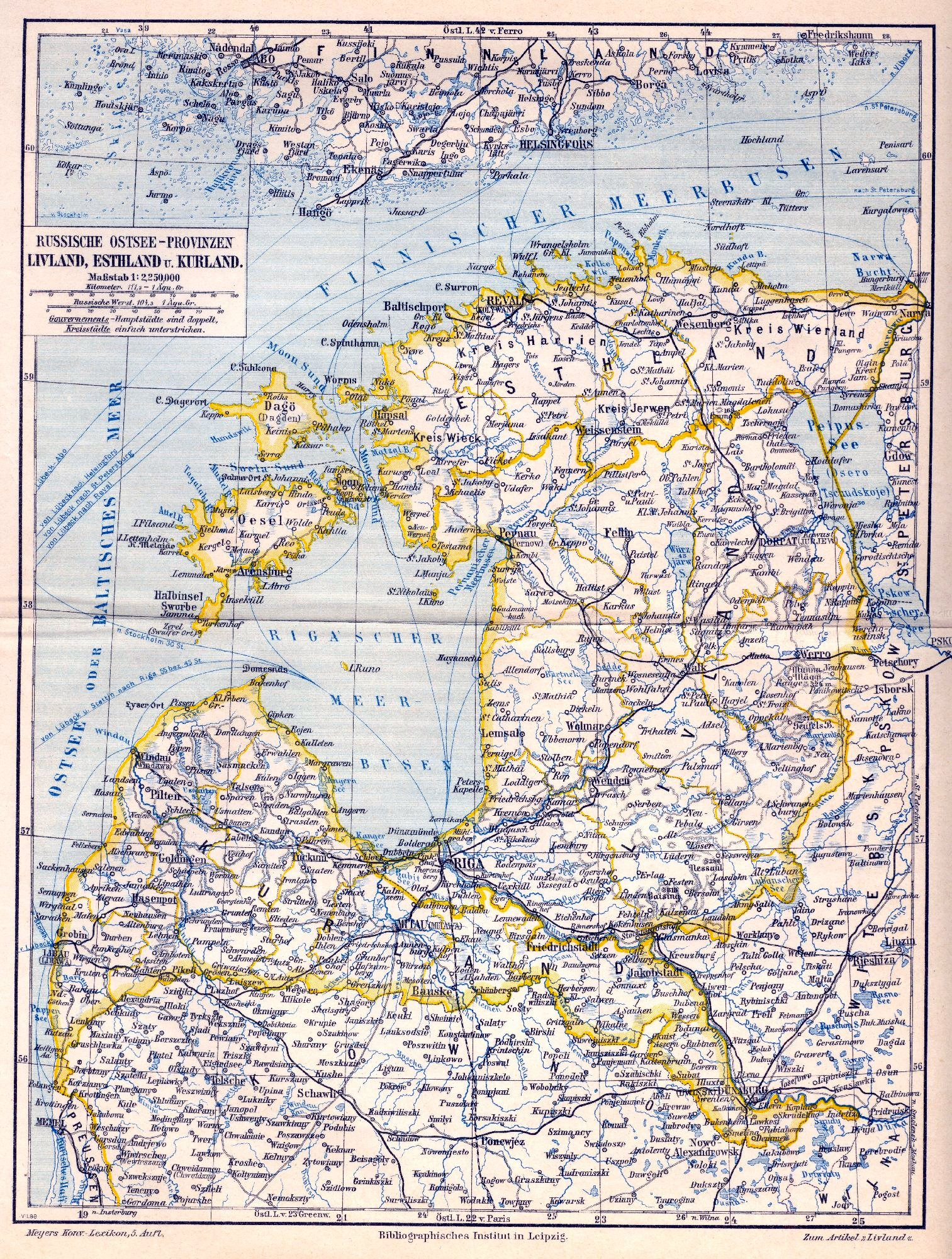
Mapa ruských pobaltských gubernií s německými zeměpisnými názvy

Baltští Němci (německy Deutsch-Balten nebo Baltendeutsche, rusky балтийские немцы nebo прибалтийские немцы či остзейские немцы – odvozeno od Ostsee – německého jména Baltského moře) je označení užívané pro německé obyvatelstvo obývající od středověku do 40. let 20. století Livonsko, tj. východní pobřeží Baltského moře dnes patřící k Lotyšsku a Estonsku.
Baltští Němci obývali hlavně větší města (jako Tallinn, Riga či Tartu), na venkově pak byli většinou statkáři. Byli potomky rytířských kolonistů a městského obyvatelstva stěhujícího se ve 12.–15. století do státu řádu mečových bratří (spojeného potom se státem řádů německých rytířů). Po jeho sekularizaci (1561) Němci založili Kuronsko-zemgalské vévodství, v němž patřili k privilegovaným vrstvám. Po úpadku latiny se jazykem kultury, vzdělání, správy a vnějším znakem společenského vzestupu stala němčina.
Po roce 1721, kdy se Livonsko a Estonsko staly součástmi Ruského impéria, se z baltských Němců rekrutovala podstatná část ruského správního personálu a důstojnického sboru. Pobaltská šlechta měla od ruských carů zaručeno zachování svých privilegií a přitom otevřenou možnost kariéry v rámci velké říše. Ačkoliv si v Pobaltí udrželi Němci výsadní právní postavení, z populačního hlediska svoje pozice během 19. století ztráceli – k roku 1897 představovali pouze 6,2 % obyvatelstva kuronské, livonské a estonské gubernie, a to koncentrovaného převážně ve městech. Po vzniku samostatných pobaltských států (1917/18) Němci svoje společenské postavení ztratili, ale zůstali i po následující dvě dekády významnou kulturní a ekonomickou složkou v rámci těchto nových entit.
Uzavření německo-sovětské smlouvy o neútočení (pakt Ribbentrop–Molotov) v předvečer druhé světové války znamenalo, že Pobaltí a Finsko se dle tajného dodatku této smlouvy dostaly do sovětské zóny vlivu a SSSR s těmito oblastmi počítal jako s budoucím ruským územím. Během umisťování sovětských vojenských posádek do pobaltských států dostali 6. října 1939 baltští Němci od führera nečekaný příkaz k opuštění vlasti a usídlení se na území nacistického Německa, v provinciích Wartheland (Velkopolsko) a Západní Prusko (odkud předtím byli odsunuti Poláci). Během podzimu 1939 až jara následného roku se z Estonska vystěhovalo cca 14 000 Němců, z Lotyšska cca 53 000; zbytek baltských Němců v obou zemích (cca 15 000 lidí) byl odsunut v první čtvrtině roku 1941, kdy už Pobaltí bylo plně anektováno Sovětským svazem – po více než sedmi staletích tak nastal během krátké doby v podstatě konec německého společenství v Pobaltí. Na konci války většina těch nemnoha Němců, kteří ještě zůstali, utekla na západ před Rudou armádou. A ještě krátce po skončení války sovětská vláda vysídlila několik set baltských Němců z Estonska.
V současnosti v pobaltských zemích žije velmi málo Němců – sčítání lidu v roce 2009 prokázalo v Estonsku 1 905 osob (0,1 %) s německou národností, v Lotyšsku se pak k ní roku 2011 hlásilo 4 567 osob (0,2 %). Občas se k baltským Němcům započítává i německojazyčné obyvatelstvo Litvy (kdysi koncentrované zejména na Malé Litvě) a Východního Pruska.